# 잡지의 날
잡지의 날(雜誌－ )은 1965년 10월 20일에 사단법인 한국잡지발행인협회(현 한국잡지협회)가 최남선이 《소년》지를 창간한 날(1908년 11월 1일)을 기념하여 정한 날이다. 국민 계도를 위하여 심혈을 기울인 선인들의 행적을 새롭게 기억하고 앞으로 더 나은 잡지를 만들어서 건전한 언론의 구실을 다할 것을 다짐하기 위해 매년 11월 1일을 잡지의 날로 제정하였다. 이 날은 해마다 한국잡지협회와 한국잡지기자협회의 공동주관으로 기념식을 거행하고 잡지문화의 발전에 기여한 유공자에게 잡지문화상을 준다.

## 잡지문화상
잡지문화의 건전한 육성을 도모하기 위하여 한국잡지협회가 1966년 10월 12일 제36차 이사회에서 제정한 잡지상. 해마다 ‘잡지의 날’인 11월 1일을 기하여 우수한 잡지인을 각 분야별로 선정하여 시상하는 제도로서, 유공상·기자상 등 5명에게 준다. 그 밖에 잡지문화 창달에 공로가 많은 관계자에게 감사장이 수여된다. 97년 11월 1일 현재 제30회 시상이 있었다.